# جيري وليامز (لاعب كرة سلة)
جيري وليامز (2 يناير 1979 - ) (بالإنجليزية: Jerry Williams)‏ هو مدرب كرة سلة ولاعب كرة سلة أمريكي في مركزي مدافع مسدد الهدف وهجوم صغير الجسم.

## وصلات خارجية
- جيري وليامز على موقع بروبوليرز (الإنجليزية)